# 太平洋房屋
太平洋房屋是中華民國台灣一家房屋中介公司，成立於中華民國74年（1985年），由太平洋建設投資成立。總部位於台北市。後來該公司門店擴展至中華人民共和國上海市。

## 外部連結
- 官方网站